# Francisco de Aguirre
Francisco de Aguirre (fl. 1645-1649) – hiszpański malarz barokowy aktywny zawodowo w Toledo. Jego nauczycielem był Eugenio Caxés.